# 성관백
성관백(독일어: Burggraf 부르크그라프[*], 영어: burggrave)은 중세 유럽, 특히 독일어권에서 성관 하나를 다스리는 귀족의 작위였다. 성주와 비슷한 개념이다. 성관백의 봉토는 성관백작령(독일어: Burggrafschaft, Burggrafthum)이라고 했다.
성관백은 자기 백작령 안에서 사법권을 가지고 있는 백작(graf)의 일종이었으며, 신성로마황제의 봉신, 또는 영방국가 공후의 봉신으로서 존재했다.
다른 백작에 비해 세력이 작았으며, 프랑스어권의 자작과 동격으로 여겨졌다.